# Indrek Tarand
Indrek Tarand, född 3 februari 1964 i Tallinn i Estland, är en estnisk politiker. Han valdes in i Europaparlamentet i valet 2009 som oberoende kandidat. Han erhöll över 25 procent av rösterna i Estland och kunde därmed säkra ett mandat utan att ställa upp för ett parti. Dessutom var han nära att få fler röster än det största partiet, Centerpartiet. I Europaparlamentet sitter Indrek Tarand i Gruppen De gröna/Europeiska fria alliansen (G/EFA).
Indrek Tarand har tidigare arbetat som rådgivare till Estlands premiärminister och som statssekreterare i Estlands utrikesministerium. Han har också varit direktör för Estlands krigsmuseum.
Tarand ställde upp som presidentkandidat i det estniska presidentvalet i september 2011 men förlorade valet med 25 av 101 röster i första röstomgången i Riigikogu till den sittande presidenten Toomas Hendrik Ilves.
Tarand är son till Estlands tidigare premiärminister Andres Tarand.